# Isaaq

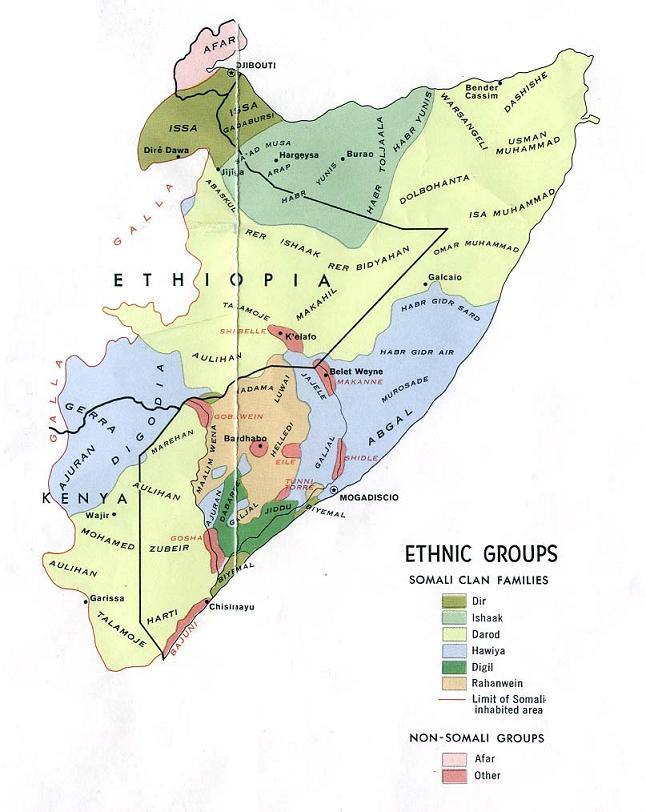
Karte der Somali-Clans (1977)
Isaaq

Die Isaaq (auch Isaq, Reer Isaaq,  Ishaq oder Banu Ishaq geschrieben) sind eine der fünf oder sechs großen Clanfamilien der Somali.
Sie machen grob ein Fünftel der Bevölkerung Somalias aus und leben im Norden Somalias (Somaliland) sowie im Gebiet Haud in der angrenzenden äthiopischen Somali-Region.

## Abstammungsmythos und Clanstruktur

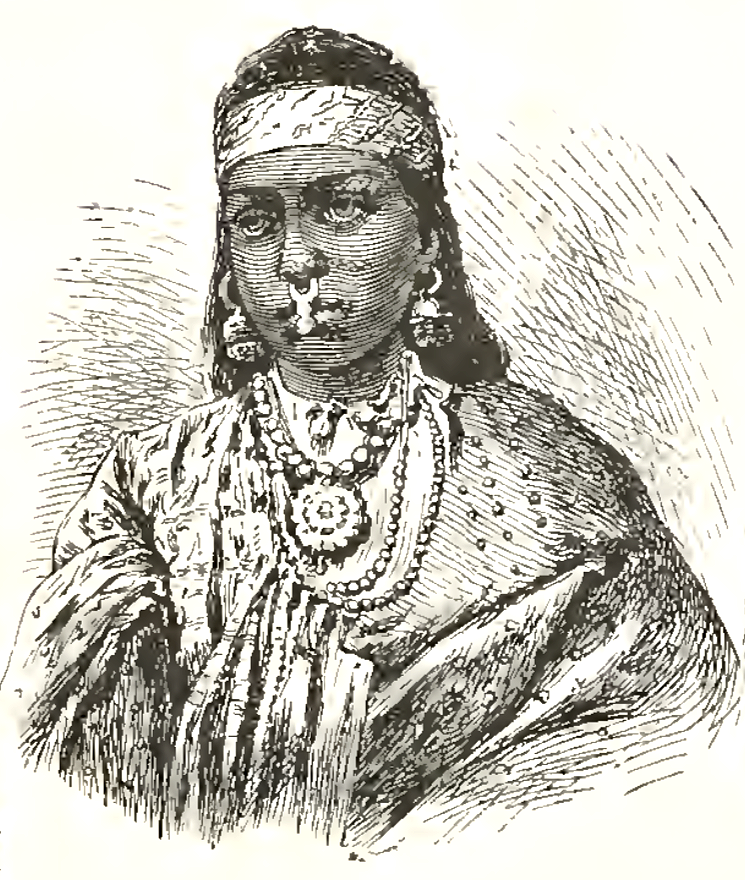
Eine Illustration, die eine somalische Frau des Isaaq-Clans zeigt, die 1870 im Bilder-Atlas veröffentlicht wurde

Die Isaaq führen sich  auf einen arabischen Scheich Isaaq als Stammvater zurück. Dieser soll im 12. oder 13. Jahrhundert gelebt haben und ein Nachfahre von ʿAlī ibn Abī Tālib, einem Schwiegersohn von Mohammed, gewesen sein. Somit beanspruchen die Isaaq eine Abstammung von den Koreischiten. Diese Herkunftssage von edlen arabischen Vorvätern – die sich auch beim Clan der Darod findet – entspricht wohl nicht direkt der historischen Realität, sie spiegelt aber den tatsächlichen kulturellen Einfluss aus Arabien und von arabischen Einwanderern und insbesondere die Bedeutung des Islam für die Somali wider.
Scheich Isaaq wird von den Isaaq als Heiliger verehrt. Mündliche Überlieferungen und in Arabisch geschriebene Heiligenbeschreibungen betonen die Glaubwürdigkeit seiner Abstammungslinie, sie beschreiben seine Ankunft aus Arabien über die Hafenstadt Zeila sowie ausgedehnte Reisen, die er im heutigen Nordsomalia/Somaliland und Äthiopien unternommen haben soll. Neben seinem Grab im Hafenort Maydh (Mait), das von Pilgern besucht wird, sind ihm zahlreiche Schreine gewidmet.
Die einzelnen Unterclans betrachten sich jeweils als Nachfahren eines der acht Söhne von Scheich Isaaq. Dabei unterscheiden sie zwischen den Habar Magaadle, die Isaaq mit seiner ersten Frau aus dem Clan der Magaadle gezeugt haben soll, und den Habar Habuusheed, die aus der Verbindung von Isaaq mit einer Äthiopierin hervorgegangen sein sollen. Zu den Habar Magaadle gehören die Garhajis (mit den Eidagalla und Habar Yunis als wichtigsten Unterclans), die Habar Awal und die kleineren Clans der Ayuub und Arab. Die vier Habar-Habuusheed-Clans bilden die Allianz Habar Tol Jaʿlo, deren zahlenmäßig größte Lineage die Abokor sind. (Der Name Habar Tol Jaʿlo ist von Ahmed, einem der Söhne Habuushs, abgeleitet, der den Spitznamen Tol Jeʿele – „der seine Vorväter liebt“ – erhielt.) Somit ergibt sich folgende (vereinfachte) Clanstruktur der Isaaq:
| Habar Magaadle - Garhajis - Eidagalla (ʿIidagalle, Ciidagalle) - Habar Yunis - Habar Awal (Habr Awal) - ʿIise Muuse (ʿIise Muse, Ciise Muuse) - Saʿad Muuse (Saʿad Muse, Sacad Muuse) - eli muse(celi muuse) - Ayuub (Ayub) - Arab | Habar Habuusheed (Habar Jaʿlo, Habar Tol Jaʿlo, Habar Toljaalo) - Ahmed (Tol Jaʿlo) - Muuse - Da'uud - Abokor - Mahammad (Ibraan) - Ibraahiim (Ibrahim, Sambuur). |

Auf einer höheren Ebene betrachten andere Clans die Isaaq als Teil der Clanfamilie Dir, während die Isaaq lediglich eine Verbindung zu den Dir über die mütterliche Abstammungslinie anerkennen. Womöglich waren sie einst ein Teilclan der Dir, der sich mit wachsender zahlenmäßiger Bedeutung als separate Clanfamilie zu betrachten begann und eine eigenständige arabische Abstammung beanspruchte.

## Geschichte und politische Situation
Das Gebiet der Isaaq wurde Ende des 19. Jahrhunderts größtenteils als Britisch-Somaliland kolonialisiert. Dieses wurde 1960 unabhängig und verband sich mit dem von anderen Clans dominierten südlich gelegenen Italienisch-Somaliland zu Somalia. Viele Isaaq fühlten sich bald als Clan und Region im Gesamtgebilde Somalia marginalisiert. Insbesondere unter der Herrschaft Siad Barres seit 1969 waren sie Repressionen ausgesetzt. Ab den 1980er Jahren kämpfte die Somalische Nationale Bewegung als Rebellenbewegung der Isaaq von Äthiopien aus gegen die Barre-Regierung. 1988 eskalierten die Auseinandersetzungen zum offenen Krieg, woraufhin Hunderttausende Isaaq nach Äthiopien in die Flüchtlingslager von Hartisheik, Daror, Camaboker und Rabasso flohen.
Nach dem Sturz Barres waren die Isaaq 1991 federführend bei der Unabhängigkeitserklärung Nordsomalias als Somaliland. Im seither de facto unabhängigen Somaliland, das dem ehemaligen Britisch-Somaliland entspricht, bilden Isaaq eine Mehrheit von bis zu 80 % der Bevölkerung neben den benachbarten Clans der Dir und Darod. In Somalilands Parlament stellen sie seit den Parlamentswahlen von 2005 fast 70 % der Abgeordneten.
Bekannte Isaaq sind u. a. Mohammed Haji Ibrahim Egal (Premierminister Somalias 1960 und 1967–1969 und Präsident Somalilands 1993–2004) und Umar Arteh Ghalib (Außenminister Somalias 1969–1977 und Premierminister 1991).